# Neues Leben (Polka)
Neues Leben ist eine Polka française von Johann Strauss (Sohn) (op. 278). Das Werk wurde am 27. September 1863 in Pawlowsk in Russland erstmals aufgeführt.